# Parauna zikani
Parauna zikani là một loài bọ cánh cứng trong họ Cerambycidae.